# Phytocoris pleuroimos
Phytocoris pleuroimos är en insektsart som beskrevs av Henry 1984. Phytocoris pleuroimos ingår i släktet Phytocoris och familjen ängsskinnbaggar. Inga underarter finns listade i Catalogue of Life.